# Columbella strombiformis
Columbella strombiformis es una especie de caracol de mar, un gasterópodo marino de la familia Columbellidae.

## Descripción
Las conchas de Columbella strombiformis pueden lograr una medida de 20 a 30 milímetros.

## Distribución
Esta especie se encuentra desde el Mar Del norte de Cortez y de México Occidental hasta Perú.